# Выставочный центр Авангард
Выставочный центр «Авангард» посвящённый неофициальному советскому искусству, бесцензурный и первый в СССР, был создан в Донбассе в 1988 году, при экспериментальном творческом объединении «ФОНД». Покровительство Советский фонд культуры. Выставочный центр «Авангард» прекратил выставочную деятельность в 1992 году. «Авангард» располагался в центре города Донецк, в помещении бывшего бомбоубежища, под жилым домом № 25, на бульваре Пушкина.
Выставочный центр «Авангард» был основан по идее художника-диссидента Владислава Шабалина (реабилитирован в 1989 году), совместно с другом и соратником фотохудожником Сергеем Бабичем, их цель заключалась в том, что эта новая внецензурная выставочная площадь послужит мостом между публикой и неофициальным искусством.
Большую роль сыграл в становлении Донецкого выставочного центра «Авангард» Леонид Талочкин (1936—2002), московский коллекционер советского неофициального искусства,
в 2000 году им был основан Музей РГГУ «Другое искусство» в Российском государственном гуманитарном университете. Талочкин предоставлял консультации, а также материалы из своего архива, его коллекция снималась на слайдовую плёнку для последующих аудиовизуальных программ в Донецком выставочном центре «Авангард».
Выставочный центр «Авангард» неоднократно подвергался нападкам со стороны местных властей и со стороны так называемых официальных художников.
В 1988 году, в ночь перед открытием, был разбит неизвестными большой рекламный стенд на фасаде дома в котором размещался выставочный центр, а также по всему городу постоянно были сорваны или заклеены все рекламные плакаты.
В 1989 году, Шабалин получает уведомление от местных властей о реквизиции одного из залов выставочного центра под склад. В то же время на гастролях в Донецке находилась актриса, звезда театра и кино Алла Демидова, к ней Владислав Шабалин обращается за помощью. Алла Демидова во время своего спектакля в Донецком оперном театре открыто выступает в защиту выставочного центра «Авангард». В том же 1989 году в знак солидарности посещает выставочный центр знаменитый музыкант, поэт и художник Андрей Макаревич (группа «Машина Времени»). После этих двух событий неприязнь со стороны местных властей и все проявления саботажа прекращаются.
За годы действия выставочного центра «Авангард» родились коллекционеры и коллекции. Самые представительные собрания:
• Израиль, Тель-Авив. Коллекция Олега Ульянского.
• Италия, Friuli. Коллекция Domenico Ripellino (1940—2012).
• Австрия, Вена. Коллекция Gerald Klebacz.
• Донбасс, Донецк. Коллекция Григория Брайнина.
После закрытия выставочного центра «Авангард» в 1992 году, только в 2010 году в Донецке появились наследники дела — новая альтернативная выставочная площадка, посвящённая современному искусству — Арт-фонд «Изоляция», но из за военных событий на востоке Украины в 2014 году донецкий Арт-фонд вынужден был прекратить свою деятельность.

## Компетенции
Владислав Шабалин — руководитель Выставочного центра «Авангард».
Сергей Бабич — ответственный за аудио-визуальные программы.
Ольга Лебедева — секретарь и билетёр.

## Круг художников
Художники советского андеграунда выставлявшиеся в выставочном центре «Авангард»: Татьяна Лысенко, Людмила Этенко, Ангелина Беликова, Наталия Максимова, Виталий Мануилов (†), Сергей Пахомов, Серафим Бочаров (†), Василий Чапни (†), Андрей Некрасов, Владимир Миски-Оглу (†), Сергей Бабич, Владислав Шабалин, Владимир Харакоз, Сергей Баранник, Владислав Махотин, Александр Глумаков (†), Марат Магасумов, Александр Бондаренко, Анатолий Кальченко, Анатолий Манохин, Владимир Шатунов, Михаил Тимофеев, Людмила Войтенко, Олег Черных, Аделина Мак, Владимир Бауэр, Валентина Яськова (†), Геннадий Олимпиюк (†), Тигран Агаджанян и многие другие.
В связи с военным конфликтом на территории Донбасса не представляется возможным восстановить точные даты и получить сведения о судьбе художников.

## Самые важные экспозиции
1988 годВыставка «Москва — Донецк», экспозиция в выставочном центре «Авангард», из московских художников, особо выделялись Сергей Пахомов «Пахом» и Андрей Некрасов со своей группой «Серреневый Валеандр».
1988—1990Аудиовизуальная выставка, демонстрация коллекции Леонида Прохоровича Талочкина производилась путём обратная проекция, диапозитивов на экран.
1988 годПервая публичная в СССР аудио-визуальная выставка работ группы Комар и Меламид, основатели направления соц-арт.
1989 годПервая публичная в СССР аудиовизуальная выставка работ художника Сальвадор Дали, один из самых ярких представителей сюрреализма.
1989 годВыставка «Мариуполь — Донецк», экспозиция в выставочном центре «Авангард», с участием художников группы «Мариуполь 87».
1989 год: Выставка в помещении фирмы «Интеркомпьютер» , 100 работ художников Выставочного центра «Авангард». Куратор выставки Владислав Шабалин.
1989 годВыставка «Неофициальное искусство и анимация», ретроспектива фильмов Юрия Норштейна, с его присутствием. Дворец культуры металлургов (Донецк). Организаторы издательская группа «Гульфстрим» и выставочный центр «Авангард». Куратор выставки Владислав Шабалин.
- 1991 год.

Выставка «Гульфстрим», в выставочном зале Арсенал (Рига), Латвийский национальный художественный музей, первая выездная выставка художников выставочного центра «Авангард», представлено 120 работ. Вследствие революционных событий в те дни в городе Рига, выставка получила народное прозвище «на баррикадах». Куратор выставки Владислав Шабалин. Спонсор издательская группа «Гульфстрим».
- 1992 год.

Выставка в курортном городе Bibione, Shop Centr Polesello, регион Veneto, Италия, было представлено 200 работ художников выставочного центра «Авангард». Презентация выставки: Boris Brollo арткритик; Floriano Pra вице-президент региона Венето; Вячеслав Чюмаков консул посольства Украины в Риме. Куратор выставки Владислав Шабалин. Организаторы издательская группа «Гульфстрим». Спонсор Донецкий центр молодёжных инициатив.
- 1992 год.

Выставка художников выставочного центра «Авангард» в галереи «Рубенс», в городе Градиска-д’Изонцо, Италия.
- 1998 год.

Выходит сборник стихов «Белая площадь», Донецкой поэтессы Элина Петрова, книга посвящена художникам выставлявшимся в выставочном центре «Авангард», с иллюстрациями их работ.
- 2005 год.

Выставка художников выставочного центра «Авангард» в «Eastern Art Gallery», Вена, Австрия.
- 2009 год.

Выставка «Back in the USSR - The Heirs of Unofficial Art», она была посвящена Леониду Прохоровичу Талочкину (1936—2002). Выставочный зал Mondadori, площадь Святого Марка, Венеция, Италия. Организатор и куратор выставки Владислав Шабалин. Презентация выставки директора венецианской академии искусств Carlo Montanaro. Работы художников выставочного центра «Авангард» из коллекции Gerald Klebacz, Вена, Австрия. Спонсор GEOWORLD.
- 2009 год.

Выставка в Донецком областном художественном музее, «Донецкий ветер», в память о выставочном центре «Авангард» — острове неформальной культуры Донбасса.
- 2016—2017 год.

Ретроспективная выставка в Италии «Goodbye Perestrojka», Региональная Галерея Современного Искусства имени Luigi Spazzapan, картины художников Донецкого выставочного центра «Авангард». Работы представлены из частных коллекций- Австрия, Израиль, Италия. Куратор выставки Владислав Шабалин.

## Видео
- Ютубер Robert Liu[англ.] (Тайбэй) в 2017 году снял этот видеоклип в Италии. Региональная Галерея Современного Искусства имени Luigi Spazzapan, картины художников выставлявшихся в разные годы в Донецком выставочном центре «Авангард».https://www.youtube.com/watch?v=PnKqSBMHvh0
- Видеоклип итальянской фирмы «Eufrasia film» — независимый продюсерский дом, основанный Pasqualino Suppa. Pordenone, Italia. Ретроспективная выставка «Goodbye Perestrojka» в Италии. Картины художников выставочного центра «Авангард».[1]

1. ↑  https://vimeo.com/268769299 Архивная копия от 18 июля 2021 на Wayback Machine